# دستهای خالی (فیلم مستند)
دستهای خالی، نام یک فیلم مستند تاریخی اجتماعی است که به ماجرای سفر میشل فوکو به ایران در روزهای انقلاب اسلامی ایران می پردازد.
این فیلم مستند در سال ۱۳۹۷ به نویسندگی و کارگردانی جمشید بیات ترک و تهیه کنندگی مسعود ردایی در مرکز گسترش سینمای مستند و تجربی ساخته شد.

## درباره مستند
شورش با دستهای خالی (به زبان انگلیسی: A revolt with bare hand) نام یکی از مقالات میشل فوکو، فیلسوف پست مدرن فرانسوی درباره انقلاب اسلامی ایران است. او در طی دو سفر به ایران در آستانه ی انقلاب ایران مقالاتی برای روزنامه ایتالیایی کوریره دلا سرا را نگاشته است. مستند دستهای خالی به روایت این دو سفر در تاریخ های ۲۵ شهریور تا ۲ مهر و ۱۷ تا ۲۴ آبان ۱۳۵۷ و نظرات فوکو پیرامون انقلاب ایران می پردازد.

فیلم در کنار خوانش بخش‌هایی از مقالات فوکو و تحلیل محتوای آن‌ها مخاطب را با افکار او آشنا می‌کند. از طرف دیگر برای نزدیک شدن به شخصیت و حالات روحی میشل فوکو، مصاحبه با یکی از دستیاران او و دو تن از روزنامه‌نگارانی که در آن زمان با او گفتگوی مفصلی داشته‌اند، به عنوان مکمل روایی به کار برده می‌شود.

## معرفی عوامل
ساخت مستند دستهای خالی در سه کشور ایران، ایتالیا و فرانسه در سال ۱۳۹۵ کلید خورد و محتوای اصلی آن را تصاویر آرشیوی مستند، مصاحبه ها و تصاویر بازسازی شده تشکیل می دهند.
این مستند با استفاده از تصاویر آرشیوی و مصاحبه با همکاران فوکو، تجربه های سفر او به ایران را بیان می کند.

این فیلم مستند در سال ۱۳۹۶ به تهیه کنندگی مسعود ردایی در مرکز گسترش سینمای مستند و تجربی ساخته شد.

جمشید بیات ترک پژوهشگر و نویسنده این مستند،کارگردانی این فیلم را هم انجام داده است.
| عوامل تولید     | تولید              |
| --------------- | ------------------ |
| مسعود ردایی     | تهیه کننده         |
| محمدعلی فارسی   | مشاور کارگردان     |
| علی رجبی        | مجری طرح           |
| معصومه فردشاهین | مشاور و طراح تولید |
| داود جمشیدی     | مدیر تولید         |
| حسین دیردار     | دستیار کارگردان    |
| داریوش اطهاری   | تدوینگر            |
| افشین گودرزی    | مدیر تصویربرداری   |
| محمد میرابی     | تصویربردار         |
| محمد حسین زاده  | تصویربردار         |
| میثاق دومیرانی  | آهنگساز            |
| میلاد ثابت      | صدابردار           |

## خلاصه مستند
اولین رو به رو شدن فوکو با فضای انقلاب ایران زمانی اتفاق می افتد که او صدای اعتراضی دانشجویان ایرانی حاضر در کشور های غربی را می شنود. فوکو در آن زمان با قبول مسئولیت یکی از ستون های روزنامه کویره دلا سرا برای مشاهده مستقیم اعتراضات مردمی و نگارش گزارش دو بار به ایران سفر می کند. فوکو در این سفرها به میان مردم ایران رفته و با اقشار مختلف سخن می گوید.
مرور محتوای مقالات فوکو درباره انقلاب ایران بخش مهمی است که در این مستند به آنها پرداخته می شود.
| تاریخ مقاله     | عنوان مقاله                                                  | ترجمه فارسی عنوان                      |
| --------------- | ------------------------------------------------------------ | -------------------------------------- |
| ۲۸ سپتامبر ۱۹۷۸ | L'armée quand la terre tremble                               | ارتش، زمانی که زمین می لرزد.           |
| ۱ اکتبر ۱۹۷۸    | Le chah a cent ans de retard                                 | شاه صد سال دیر آمده است.               |
| ۸ اکتبر ۱۹۷۸    | Téhéran : la foi contre le chah                              | تهران: دین بر ضد شاه                   |
| ۱۶ اکتبر ۱۹۷۸   | ?A quoi rêvent les Iraniens                                  | ایرانی ها چه رویایی در سر دارند؟       |
| ۵ نوامبر ۱۹۷۸   | Une révolte à mains nues                                     | شورش با دست خالی                       |
| ۷ نوامبر ۱۹۷۸   | Défi à l'opposition                                          | آزمون مخالفان                          |
| ۱۹ نوامبر ۱۹۷۸  | La révolte iranienne se propage sur les rubans des cassettes | شورش ایران روی نوار ضبط صوت پخش می شود |
| ۲۶ نوامبر ۱۹۷۸  | Le chef mythique de la révolte de l'Iran                     | رهبر اسطوره ای شورش ایران              |

## نقد مستند
نقدهای منتشر شده پیرامون این فیلم مستند:
- نقدی بر مستند دستهای خالی، سینما حقیقت[۸]
- ایستاده با دستهای خالی، سینما حقیقت بایگانی‌شده  در ۲۰ سپتامبر ۲۰۲۰ توسط Wayback Machine
- انقلاب با عینک میشل فوکو، سینما مارکت[۹][۱۰]
- نقد نشریه ی کمان، خانه مستند [۱۱]